# Pangio pangia
Pangio pangia är en fiskart som först beskrevs av Hamilton 1822.  Pangio pangia ingår i släktet Pangio och familjen nissögefiskar. IUCN kategoriserar arten globalt som livskraftig. Inga underarter finns listade i Catalogue of Life.